# Clara af Assisi
Sankta Clara eller Klara (italiensk: Chiara) (født 1194 i Assisi, død 11. august 1253) blev født i en rig familie. Hun blev påvirket af Frans af Assisis prædiken og palmesøndag 1212 stak hun af hjemmefra og sluttede sig til Frans ved Portiuncula, det nuværende Santa Maria degli Angeli.
Hun dannede sammen med sin søster Agnes og andre tilhængere et kloster i San Damiano uden for Assisi. Hun og de øvrige nonner i den af hende oprettede clarisserordenen holdt meget strengt på det franciskanske fattigdomsideal.
Hun blev helgenkåret i 1255. Hun ligger begravet i Basilica di Santa Chiara, den kirke, der bærer hendes navn i Assisi.